# Trioza caseariae
Trioza caseariae är en insektsart som beskrevs av Yang 1984. Trioza caseariae ingår i släktet Trioza och familjen spetsbladloppor. Inga underarter finns listade i Catalogue of Life.